# Lißdorf
Lißdorf ist ein Ortsteil der Stadt Eckartsberga im Burgenlandkreis in Sachsen-Anhalt.

## Geografie
Lißdorf liegt östlich von Eckartsberga an der Finne, einem Bergrücken an der Landesgrenze Sachsen-Anhalt/Thüringen. Südlich des Orts verläuft die Bundesstraße 87 von Eckartsberga nach Naumburg (Saale). Durch den Ort fließt der Lißbach.

## Vorgeschichte
Die Rampenkiste von Lißdorf wurde 1909 bei einer Flurbereinigung entdeckt. Die bereits gestörte Kammer wurde 1910 von A. Hagemann untersucht.

## Geschichte
Lißdorf wurde bereits um das Jahr 800 in einer Urkunde erwähnt. Der Ort gehört somit zu den ältesten Siedlungen auf der Finne. Durch Schenkungen Karls des Großen hatte das Kloster Hersfeld reichen Besitz im Ort. 1053 tauschte Kaiser Heinrich III. die dem Kloster verpfändete Krone gegen Lehen in Lißdorf. 1290 war die Abtei Hersfeld Oberlehnsherr des ganzen Dorfes und der Kirche. 1304 tauschte das Kloster Hersfeld ein Teil des Patronatrechts der Kirche in Lißdorf mit dem Kloster Pforta gegen 16 Hufen in Liebstedt.
1314 gehörte die Kirche mit allem Besitz dem Kloster Pforta. Nach dessen Säkularisation im Jahr 1540 gehörte Lißdorf von 1543 bis 1815 zum kursächsischen Amt Pforta. Die vor dem Ort liegende Flur war 1806 ein Schauplatz der Schlacht bei Jena und Auerstedt. Durch die Beschlüsse des Wiener Kongresses kam der Ort zu Preußen und wurde 1816 dem Landkreis Naumburg im Regierungsbezirk Merseburg der Provinz Sachsen zugeteilt, zu dem er bis zur Auflösung des Kreises 1932 gehörte.
Am 20. August 1990 wurde Lißdorf nach Eckartsberga eingemeindet.

## Sehenswürdigkeiten

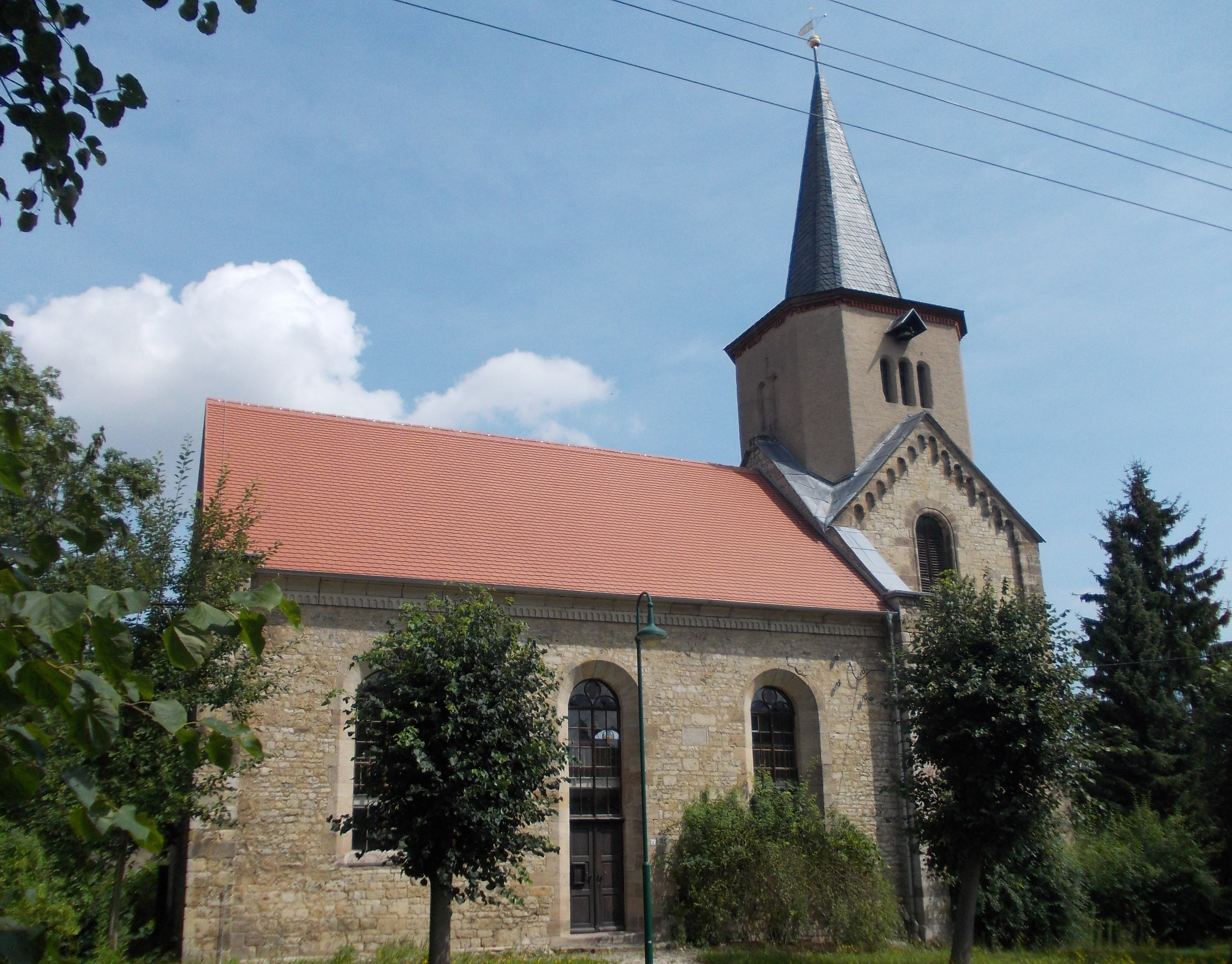
Dorfkirche St. Wigberti

In der Dorfkirche „St. Wigberti“ befindet sich eine wertvolle Glocke, die von Heinrich Ciegeler im Jahre 1524 gegossen wurde.

## Verkehr
Südlich des Ortsteils verlief früher die Via Regia, deren Verlauf in diesem Abschnitt die heutige Bundesstraße 87 von Apolda nach Naumburg (Saale) aufgreift.